# Frälsare på korsets stam
Frälsare på korsets stam är en psalmtext från 1960 av Artur Erikson som även redigerade den 1985. Musiken är komponerad före 1951 av Ralph E. Stewart. Sången har fem verser som ansluter till texten i Hebreerbrevet 4:16.
Eriksons text är skyddad av upphovsrätt till år 2071.

## Publicerad i
- Kristus vandrar bland oss än 1965 som nr 26.
- EFS-tillägget 1986 som nr 762 under rubriken "Skuld - förlåtelse".
- Psalmer och Sånger 1987 som nr 605 under rubriken "Att leva av tro - Skuld - förlåtelse".[2]
- Lova Herren 1988 som nr 174 under rubriken "Passionstiden".
- Segertoner 1988 som nr 527 under rubriken "Att leva av tro - Skuld - förlåtelse -rening".[1]
- Frälsningsarméns sångbok 1990 som nr 340 under rubriken "Frälsning".
- Sångboken 1998 som nr 30.